# Murilo Cerqueira
Murilo Cerqueira Paim (São Gonçalo dos Campos, Bahía, 27 de marzo de 1997) es un futbolista brasileño que juega de defensa en S. E. Palmeiras del Campeonato Brasileño de Serie A.

## Trayectoria
Cerqueira entró a las inferiores del Cruzeiro en 2012 y fue promovido al primer equipo en 2017. Debutó con el club el 21 de marzo de 2017 contra el Joinville en la Primera Liga.
El 18 de junio de 2019 firmó un contrato por cinco años con el Lokomotiv Moscú de Rusia. Allí jugó durante dos temporadas y media antes de volver a Brasil en enero de 2022 tras firmar hasta 2026 con S. E. Palmeiras.

## Selección nacional
Cerqueira fue internacional en categorías inferiores por Brasil.

## Estadísticas
Actualizado al último partido disputado el 23 de junio de 2025.
| Club | Div.          | Temporada     | Liga  | Liga  | Copas nacionales(1) | Copas nacionales(1) | Copas internacionales(2) | Copas internacionales(2) | Estatal(3) | Estatal(3) | Total | Total |
| Club | Div.          | Temporada     | Part. | Goles | Part.               | Goles               | Part.                    | Goles                    | Part.      | Goles      | Part. | Goles |
| --- | ------------- | ------------- | ----- | ----- | ------------------- | ------------------- | ------------------------ | ------------------------ | ---------- | ---------- | ----- | ----- |
| Cruzeiro E. C. · Brasil | 1.ª           | 2017          | 24    | 0     | 5                   | 0                   | 0                        | 0                        | 2          | 0          | 31    | 0     |
| Cruzeiro E. C. · Brasil | 1.ª           | 2018          | 9     | 0     | 0                   | 0                   | 1                        | 0                        | 10         | 0          | 20    | 0     |
| Cruzeiro E. C. · Brasil | 1.ª           | 2019          | 1     | 0     | 0                   | 0                   | 1                        | 0                        | 4          | 0          | 6     | 0     |
| Cruzeiro E. C. · Brasil | Total club    | Total club    | 34    | 0     | 5                   | 0                   | 2                        | 0                        | 16         | 0          | 57    | 0     |
| F. C. Lokomotiv Moscú · Rusia | 1.ª           | 2019-20       | 25    | 0     | 2                   | 0                   | 5                        | 0                        | ―          | ―          | 32    | 0     |
| F. C. Lokomotiv Moscú · Rusia | 1.ª           | 2020-21       | 22    | 4     | 3                   | 1                   | 5                        | 0                        | ―          | ―          | 30    | 5     |
| F. C. Lokomotiv Moscú · Rusia | 1.ª           | 2021-22       | 5     | 0     | 1                   | 0                   | 3                        | 0                        | ―          | ―          | 9     | 0     |
| F. C. Lokomotiv Moscú · Rusia | Total club    | Total club    | 52    | 4     | 6                   | 1                   | 13                       | 0                        | 0          | 0          | 71    | 5     |
| S. E. Palmeiras · Brasil | 1.ª           | 2022          | 32    | 5     | 4                   | 0                   | 10                       | 3                        | 11         | 3          | 57    | 11    |
| S. E. Palmeiras · Brasil | 1.ª           | 2023          | 25    | 3     | 3                   | 0                   | 7                        | 0                        | 13         | 2          | 48    | 5     |
| S. E. Palmeiras · Brasil | 1.ª           | 2024          | 25    | 1     | 4                   | 0                   | 5                        | 0                        | 14         | 1          | 48    | 2     |
| S. E. Palmeiras · Brasil | 1.ª           | 2025          | 4     | 1     | 0                   | 0                   | 6                        | 1                        | 13         | 0          | 23    | 2     |
| S. E. Palmeiras · Brasil | Total club    | Total club    | 86    | 10    | 11                  | 0                   | 28                       | 4                        | 51         | 6          | 176   | 20    |
| Total carrera | Total carrera | Total carrera | 172   | 14    | 22                  | 1                   | 43                       | 4                        | 67         | 6          | 304   | 25    |
| (1) Incluye datos de la Copa de Brasil, la Supercopa de Brasil, la Copa de Rusia y la Supercopa de Rusia. (2) Incluye datos de la Copa Sudamericana, la Copa Libertadores, la Recopa Sudamericana, la Liga de Campeones de la UEFA, la Liga Europa de la UEFA y la Copa Mundial de Clubes de la FIFA. (3) Incluye datos del Campeonato Mineiro, Campeonato Paulista y la Primeira Liga de Brasil. |               |               |       |       |                     |                     |                          |                          |            |            |       |       |

## Palmarés

### Títulos estatales
| Título              | Club            | Estado       | Año  |
| ------------------- | --------------- | ------------ | ---- |
| Campeonato Mineiro  | Cruzeiro E. C.  | Minas Gerais | 2018 |
| Campeonato Mineiro  | Cruzeiro E. C.  | Minas Gerais | 2019 |
| Campeonato Paulista | S. E. Palmeiras | São Paulo    | 2022 |
| Campeonato Paulista | S. E. Palmeiras | São Paulo    | 2024 |

### Títulos nacionales
| Título              | Club                  | País   | Año  |
| ------------------- | --------------------- | ------ | ---- |
| Copa de Brasil      | Cruzeiro E. C.        | Brasil | 2017 |
| Copa de Brasil      | Cruzeiro E. C.        | Brasil | 2018 |
| Supercopa de Rusia  | F. C. Lokomotiv Moscú | Rusia  | 2019 |
| Copa de Rusia       | F. C. Lokomotiv Moscú | Rusia  | 2021 |
| Serie A             | S. E. Palmeiras       | Brasil | 2022 |
| Supercopa de Brasil | S. E. Palmeiras       | Brasil | 2023 |
| Serie A             | S. E. Palmeiras       | Brasil | 2023 |

### Títulos internacionales
| Título              | Club            | Sede      | Año  |
| ------------------- | --------------- | --------- | ---- |
| Recopa Sudamericana | S. E. Palmeiras | São Paulo | 2022 |

### Distinciones individuales
| Distinción                                                         | Año  |
| ------------------------------------------------------------------ | ---- |
| Bola de Plata del equipo ideal del Campeonato Brasileño de Serie A | 2023 |